# 4-я Туркестанская стрелковая дивизия
4-я Туркестанская Краснознаменная стрелковая дивизия (4-я Тсд) — воинское соединение в РККА Советских Вооружённых Сил с 30.12.1922 года Союза Советских Социалистических Республик.

## История формирования
4-я Туркестанская стрелковая дивизия сформирована 12 июля 1922 года приказом войскам Туркестанского фронта № 948/389 путём переформирования 4-й Туркестанской отдельной стрелковой бригады (г.Верный). В обязанности командования дивизии входило также управление войсками Джетысуйской области, входившими в состав Туркестанского фронта.
В августе 1936 переименована в 72 стрелковую дивизию.

## Боевая деятельность
Дивизия участвовала в борьбе с басмачеством в районах Самарканда и Бухары (июль 1924 — июнь 1926), в походе в Западную Украину (сент. 1939), советско-финляндской войне (янв. — февр. 1940).

## Награды
Награждена Почётным Революционным Красным знаменем (1928).

## Состав и дислокация дивизии
На 31 июля 1922 — 31 декабря 1924:.,
- Управление дивизии.
- 10-й Туркестанский стрелковый полк.
- 11-й Туркестанский стрелковый полк (Алма-Ата)
- 12-й Туркестанский стрелковый полк.

1931 год
- Управление дивизии в г. Ленинград
- 10-й Туркестанский стрелковый полк в г. Ленинград.
- 11-й Туркестанский стрелковый полк в г. Ленинград.
- 12-й Туркестанский стрелковый полк в г. Детское Село.
- 4-й Туркестанский артиллерийский полк в г. Красногвардейск.
- Отдельный танковый батальон

01.07.1935 год
- Управление в г. Ленинград, 2
- 10 Туркестанский стрелковый полк — ст. Песочная
- 11 Туркестанский стрелковый полк — Ленинград, 13
- 47 стрелковый Краснознаменный полк — Боровичи
- 4 Туркестанский артиллерийский Краснознаменный полк — Красногвардейск

1936 год
1 января численность дивизии 4320 человек. Лен ВО.
Приказом НКО № 072 от 21 мая 1936 г. переименована в 72-ю стрелковую дивизию.

## Подчинение
- Туркестанский фронт (1922 — июнь 1926).
- Среднеазиатский военный округ (июнь 1926 — …).
- Ленинградский военный округ (октябрь 1927 — август 1936).

## Командиры дивизии
- 10.1923 — 07.1924: Никитин, Михаил Николаевич (врид)
- 29.07.1924 — 11.1925: Антонюк, Максим Антонович
- 07.1925 — 01.1931: Кулешов, Александр Демьянович
- 11.1929 — 16.01.1930: Смирнов, Андрей Кириллович (врид)
- 09.1935 — 05.1936: Кальван, Иосиф Иванович, комбриг

## Известные люди, связанные с дивизией
1. Гайнутдинов Саид-Гарей Гайфутдинович —  В 1921—1923 гг. командир роты в 10-м и 11-м стрелковых полках. Впоследствии генерал-майор ВС СССР.
2. Калачёв, Василий Александрович — начальник разведки 11 Тсп (1922). Впоследствии полковник ВС СССР.
3. Толстов, Архип Иванович — В 1924—1927 гг. командир взвода, врид командира роты, командир взвода полковой школы 10-го Туркестанского стрелкового полка. Впоследствии генерал-майор ВС СССР.
4. Русаков, Николай Александрович — В 1925—1929 гг. командир взвода в 11-м стрелковый Алма-Атинском полку, в его составе принимал участие в боях с басмачами под Хаджи-милька, в районе Бабатакских гор. С октября 1926 года по февраль 1927 года командовал взводом в отдельной штрафной роте в городе Самарканд, затем вновь вернулся в дивизию и был назначен командиром взвода в 10-й стрелковый Туркестанский полк. Впоследствии полковник ВС СССР.
5. Гуковский, Емельян Исаевич  В 1926—1927 гг. служил командиром  взвода учебной батареи, помощником командира батареи, помощником начальника штаба полка, командиром батареи артиллерийского дивизиона 12-го стрелкового полка. Впоследствии, советский военный деятель, генерал-майор артиллерии.
6. Богданов, Александр Владимирович — С 03.1928 г. по 02.1935 служил в 10-м Туркестанском сп в должности командира взвода полковой школы, командира роты, начальника штаба батальона, пом. начальника штаба полка, пом. начальника 1-й (оперативной) части штаба дивизии. Впоследствии полковник ВС СССР.
7. Бобров, Борис Дмитриевич — c 07.1928 по 11.1930 командир 12-го Туркестанского сп. Впоследствии генерал-майор ВС СССР.
8. Байдалинов, Сергей Артемьевич —  В 1929-1930 гг. проходил службу: с 01.10.1929 г. по 10.1930 командир 10-го гсп. Впоследствии генерал-майор ВС СССР.
9. Семенченко — в октябре 1932 года назначен на должность командира и комиссара отдельного танкового батальона в составе 4-й Туркестанской стрелковой дивизии.
10. Бондарев, Андрей Леонтьевич — В 1935-1936 гг.  с 02.1935 по 11.1936 начальник штаба 12-го Туркестанского сп. Впоследствии генерал-лейтенант ВС СССР.
11. Томилов, Дмитрий Иванович — С 29 декабря 1933 по 17 февраля 1935 командир 11-го Алма-Атинского стрелкового полка. Впоследствии генерал-майор ВС СССР[7].